# Торе д'Арезе
Торе д'Арезе (итал. Torre d'Arese) је насеље у Италији у округу Павија, региону Ломбардија.
Према процени из 2011. у насељу је живело 888 становника. Насеље се налази на надморској висини од 78 м.

## Становништво
Према резултатима пописа становништва 2011. у општини је живело 977 становника.
| 1931. | 1936. | 1951. | 1961. | 1971. | 1981. | 1991. | 2001. | 2011. |
| ----- | ----- | ----- | ----- | ----- | ----- | ----- | ----- | ----- |
| 606   | 589   | 601   | 539   | 467   | 420   | 363   | 550   | 977   |